# Тюмень (аеропорт)
Міжнародний аеропорт Рощино також Міжнародний аеропорт Тюмень (IATA: TJM, ICAO: USTR) — аеропорт в Тюменській області, Росія, розташований за 13 км на захід від міста Тюмень. Офіційна назва аеропорту — «Рощино», назва експлуатанта аеропорту — ВАТ «Новапорт». Є базовим аеропортом для авіакомпаній ЮТэйр і Ямал. Має статус аеропорту федерального значення.
Аеровокзал аеропорту Рощино побудований в 1969 році для забезпечення пасажирського вантажопотоку, збільшеного в зв'язку з розвитком нафтогазового комплексу. У 1998 році будівлю аеровокзалу було реконструйовано, організований міжнародний термінал. У 2016 році, в рамках реконструкції повітряної гавані, стару будівлю аеровокзалу було повністю демонтовано і на його місці звели новий, сучасний термінал.
Міжнародний сектор переважно обслуговує чартерні рейси цілорічно, а також деяку кількість регулярних рейсів, яке останнім часом помітно зростає.

## Приймаємі типи повітряних суден
Аеродром допущений до прийому наступних ПС:Ан-124 (для здійснення посадки/зльоту необхідний одноразовий спец.допуск)), Ту-134, Ту-154, Ту-204, Ту-214, Ил-76, Sukhoi Superjet 100, Boeing 737, Boeing 757, Boeing 767, літаки сімейства Airbus A320, ATR 72, Bombardier Canadair Regional Jet (CRJ) і все більш легкі, а також вертольоти всіх типів . Технічно аеродром може здійснювати прийом таких ПС, як Boeing 777, Boeing 747, Airbus A330, Airbus A340, проте, на 2016 в паспорті летовища дані повітряні судна не представлені і посадка/зліт в «Рощино» для таких ПС можливі тільки з тимчасового спец. допуску.

## Авіалінії та напрямки, листопад 2020

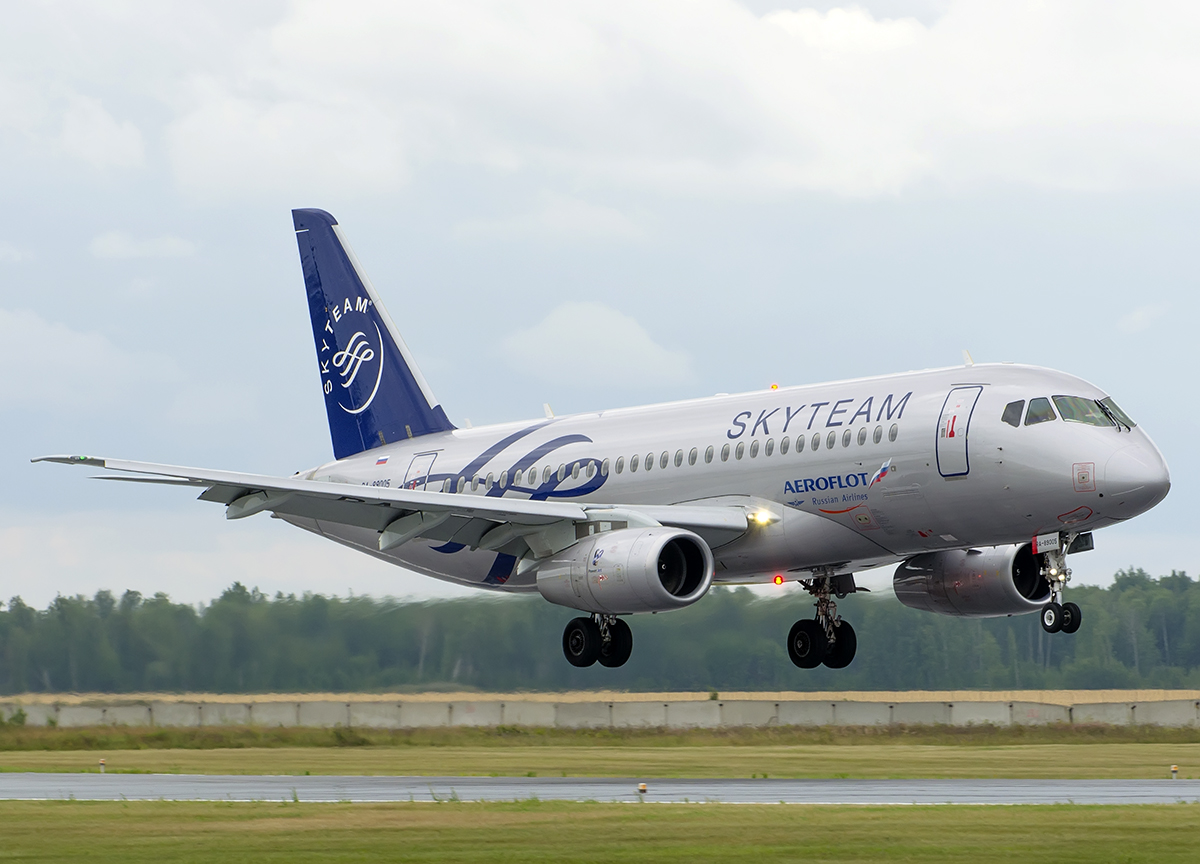
Aeroflot Sukhoi Superjet 100 здійснює посадку в аеропорту Рощино

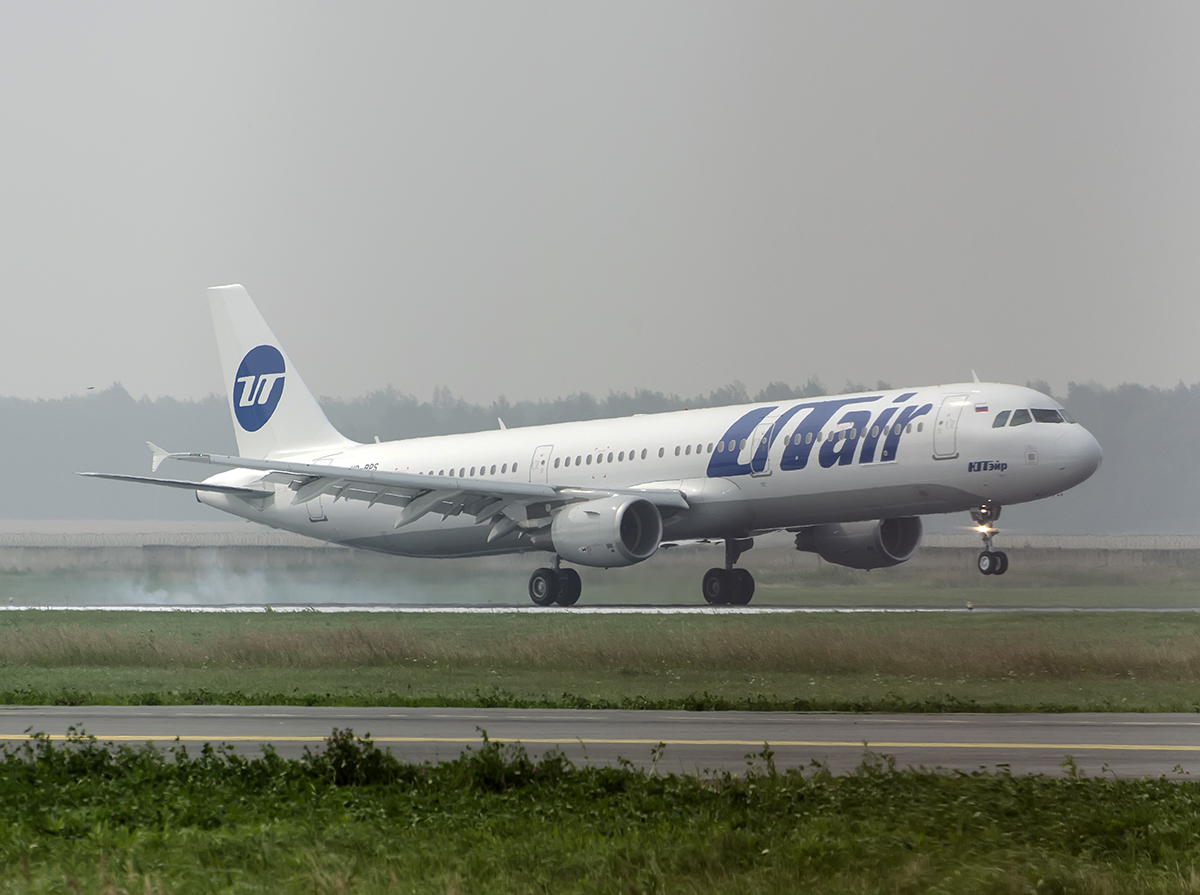
UTair Airbus A321 злітає в аеропорту Рощино

| Авіакомпанія       | Пункт призначення |
| ------------------ | --- |
| Aeroflot           | Москва-Шереметьєво, Ст Петербург |
| Air Astana         | Нур-Султан |
| Азимут             | Краснодар, Ростов-на-Дону |
| Gazpromavia        | Москва-Внуково, Надим, Новий Уренгой, Ямбург |
| Komiaviatrans      | Усинськ |
| KrasAvia           | Братськ, Талакан, Уфа |
| Rossiya            | Ст Петербург |
| S7 Airlines        | Москва–Домодєдово, Новосибірськ |
| Utair              | Бєлоярський, Казань, Ханти-Мансійськ, Краснодар, Мінеральні Води, Москва-Внуково, Нижньовартовськ, Новий Уренгой, Нягань, Самара, Сочі, Совєтський, Сургут, Уфа, Урай, Єкатеринбург Сезонний: Анапа                                       |
| Ural Airlines      | Москва–Домодєдово |
| Uzbekistan Airways | Ташкент |
| Yamal Airlines     | Бєлоярськ, Челябінськ, Красноярськ-Ємельяново, Іркутськ, Москва-Домодєдово, Надим, Нижньовартовськ, Новосибірськ, Новий Уренгой, Ноябрськ, Сабетта, Салехард, Самара, Сімферополь, Сочі, Ст Петербург, Сургут, Талакан, Томськ, Волгоград |

## Ресурси Інтернету
- Офіційний сайт аеропорту Рощино